# Hoplia viridissima
Hoplia viridissima är en skalbaggsart som beskrevs av Brenske 1894. Hoplia viridissima ingår i släktet Hoplia och familjen Melolonthidae. Inga underarter finns listade i Catalogue of Life.